# 富尔顿 (密苏里州)

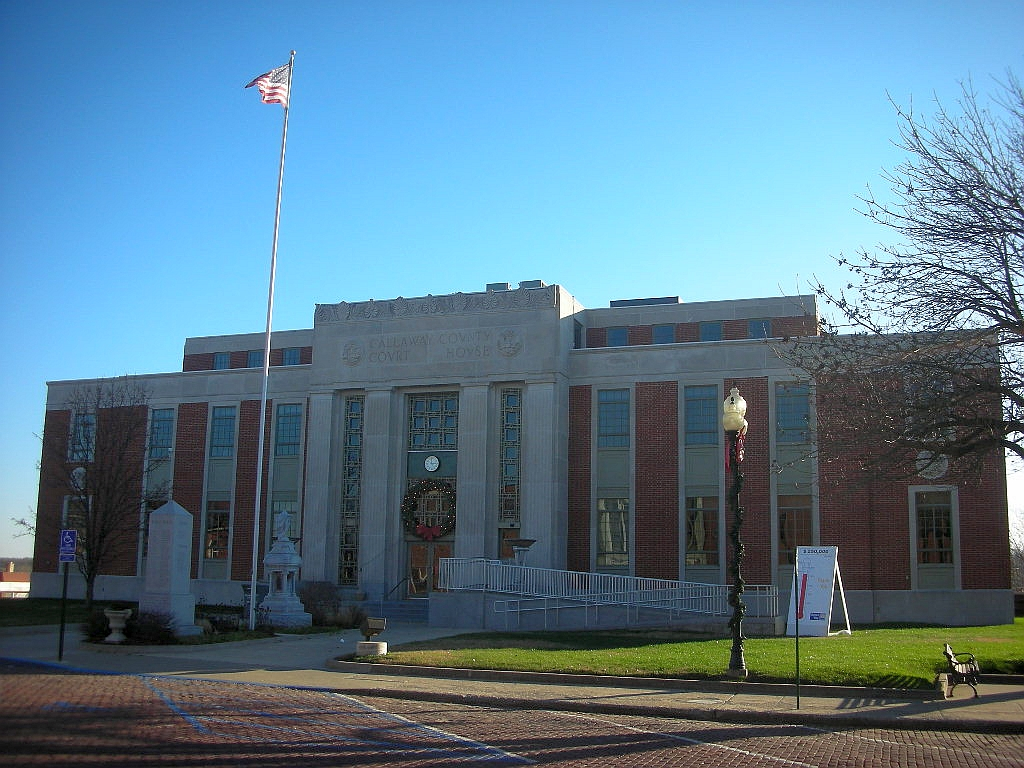
富爾頓的卡拉威縣法院大樓

富尔顿（Fulton）位于美国密苏里州中部，是卡勒韦县的县治所在，美国人口调查局2018年估計，人口12,635，其中白人占81.26%、非裔美国人占15.44%、亚裔美国人占1.06%。
1946年3月5日，英国首相丘吉尔在富尔顿威斯敏斯特学院发表了著名的“铁幕”演讲。